# 下濑火药

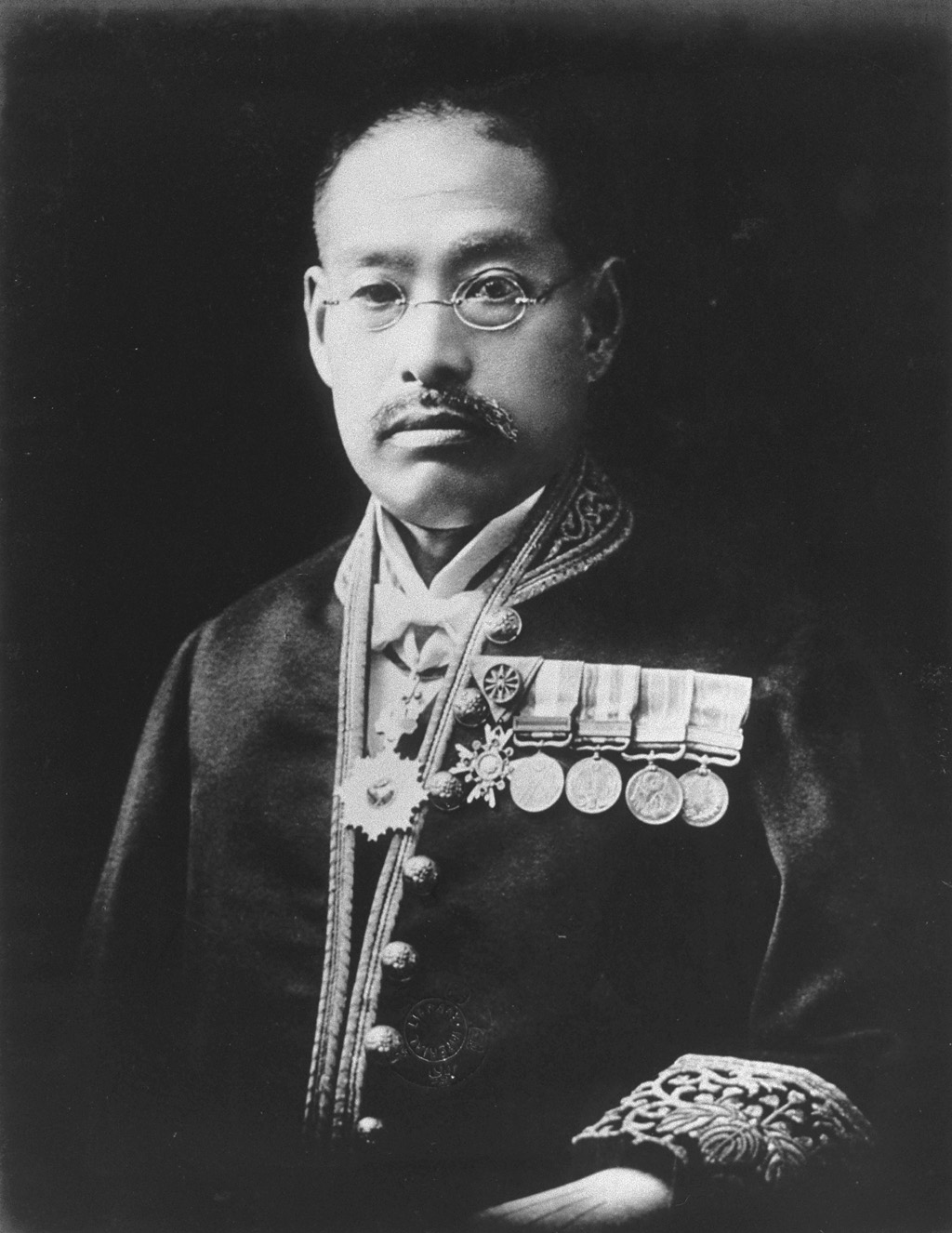
下濑雅允肖像

下濑炸藥（日语：下瀬火薬 しもせかやく），是一种由日本軍事工程师下濑雅允开发的以苦味酸为主要成分的炸药。在日俄战争时由当时的大日本帝國海軍投入战场并成为了主导战争胜利的重要因素之一。

## 摘要
苦味酸在发明初期被作为染料使用。直到1873年，德國化學家赫尔曼·斯普伦格尔發現苦味酸可以作為起爆藥，並可用於軍事高爆炸藥。但是苦味酸容易与金属反应产生高感度的苦味酸盐而使得其难以投入战场实用。下濑雅允通过在金属弹体内部涂漆并在内壁与苦味酸之间注入蜡而解决了该问题。。所以日本海军所使用的下濑火药，基本上就是纯苦味酸。。其爆炸初速度为7800m/s。

## 历史
日本海军于1893年开始使用这种火药，并命名为下濑火药（后改称为下濑炸药）。将其用于炮彈、魚雷、水雷、深水炸弹。虽然并未来得及在甲午战争中投入战场，但之后在日俄战争中大显身手。海军将大量下濑火药与高敏感引信（伊集院引信）配合的高爆弹投入战场。虽然这种弹药的装甲贯穿能力并不出色，但是因为其高破坏力和强烈的燃烧反应，可以对非装甲部分和乘员造成巨大伤害。下濑火药被认为是对马海峡海战中俄罗斯帝国波羅的海艦隊惨败的原因之一。
下濑火药是下濑根据分析法国麦宁炸药样品之后，想到了使用纯苦味酸作为炸药的方法，并经过研究，最后完成了苦味酸的日本国产化。下濑火药进入实用阶段后，法国曾向日本出售一种“新型火药”。被派往法国的富冈定恭通过在指甲中留存少量的新型火药样品，并将其带回日本分析。微量分析的结果是这一种火药与下濑火药一样，主成分为苦味酸。
在下濑火药试制成功后，由于当时日本技术能力所限，只能通过手工进行生产，量产化面临种种难题。下濑雅允在1898年1月前往欧美进行为期一年的考察，以引进苦味酸的生产技术。在这期间他与德国的一家公司签订了以5万日元获得苦味酸合成工厂设计图和相关技术的合約。但最终这笔钱并没有支付。
在日俄战争后下濑火药虽然退居二线，但在太平洋战争中又继续被使用。因为三硝基甲苯的主要原料为石化产品甲苯，而苦味酸的主要原料为苯酚。对于在战争中出于极度石油短缺状况的日本来说，可以以煤炭为原料的下濑火药是其首选。而这段时期的下濑火药多数被用于制造九九式手榴弹。

## 缺点
曾经出现过多次使用下濑火药的舰炮炸膛事故。根据推测，这并非苦味酸本身，而是炮弹生产中的工艺不精所导致的。在当时，在给大型炮弹装填火药时，常容易在内部留下气泡，因此在发射炮弹时由于冲击而发生自爆。由于这样的缺点，最终下濑火药被三硝基甲苯所取代。由于苦味酸容易与铁等重金属反应生成感度非常高的苦味酸盐，所以在弹体内部一旦透过蜡封等与金属弹体接触就会导致自爆的可能性大幅增加。欧美各国为了解决这一问题，开发出了使用苦味酸与铵等碱混合而成的盐为主要成分的新型炸药。另外苦味酸属于剧毒物。最终下濑火药被三硝基甲苯所取代。下濑火药由于经过长年老化会变得对撞击非常敏感，在处理旧日本军所遗留的哑弹时要非常要小心。